# Alejandro Groizard
Alejandro Groizard y Gómez de la Serna (Madrid, 18 de junio de 1830-El Escorial, 5 de septiembre de 1919) fue un abogado y político (partido liberal) español, fue ministro de Fomento y Gracia y Justicia durante el reinado de Amadeo I, carteras que repetiría durante la regencia de María Cristina de Habsburgo-Lorena junto a la de ministro de Estado.

## Biografía

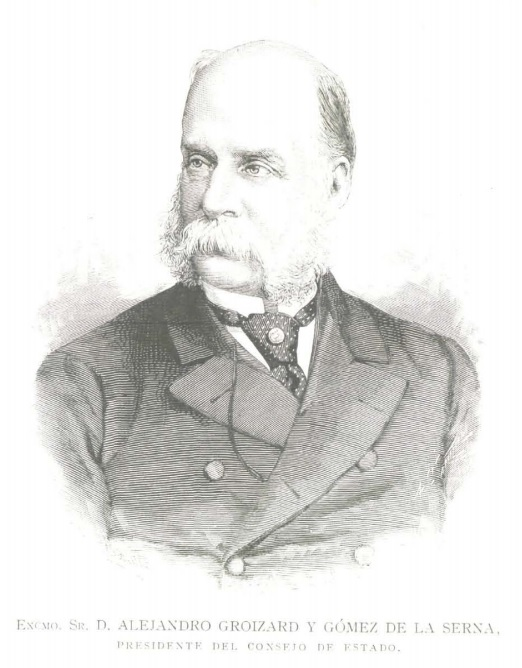
Retrato publicado en La Ilustración Española y Americana en 1889

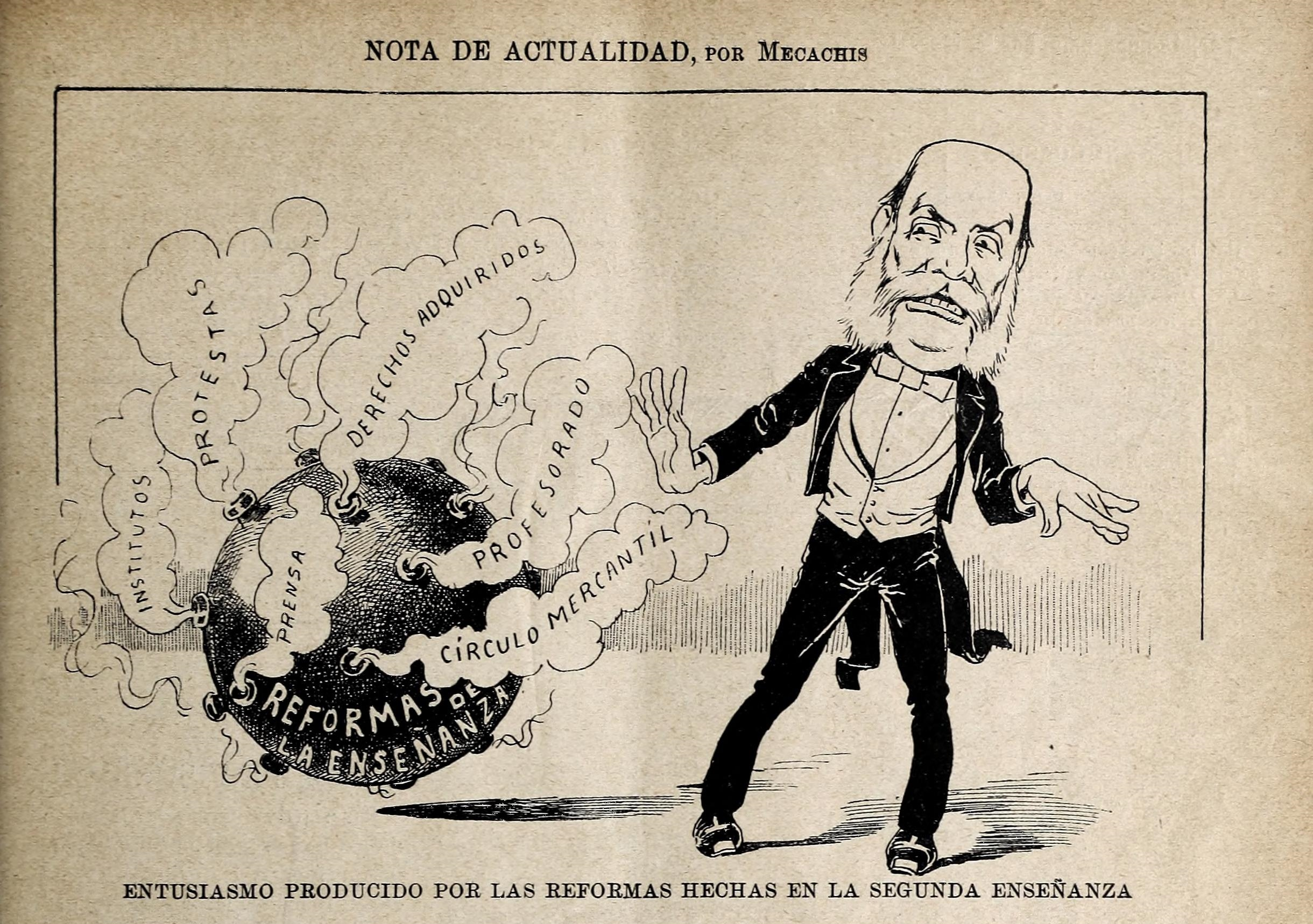
Caricaturizado por Mecachis, lidiando con el entusiasmo creado por su reforma en la Segunda Enseñanza de 1894

Nació en Madrid el 18 de junio de 1830.
Doctorado en Derecho en 1852, inició su carrera política como senador por Badajoz en las elecciones de 1871 siendo nombrado ministro de Fomento entre el 21 de diciembre de 1871 y el 20 de enero de 1872, año en el que también ocupará la cartera de Gracia y Justicia entre el 26 de mayo y el 13 de junio.
En 1874 fue elegido presidente de la Diputación Provincial de Madrid en sustitución de Manuel Alonso Martínez. ejerciendo el cargo entre el 3 de julio de 1874 y el 7 de enero de 1875.
Participó en las elecciones de 1876 en las que obtuvo un escaño de diputado por Alicante, escaño que volvería a obtener en 1879 y 1881. En 1884 y 1886 obtendría un escaño por la circunscripción de Badajoz volviendo en 1887 al Senado como senador vitalicio. En esta segunda etapa de su carrera política volverá a ser ministro de Fomento entre el 12 de marzo y el 4 de noviembre de 1894 fecha en la que cesa para pasar a ocupar la cartera de ministro de Estado que ocupará hasta el 23 de marzo de 1895, y ministro de Gracia y Justicia entre el 4 de octubre de 1897 y el 4 de marzo de 1899.
Fue asimismo presidente del Consejo de Estado y Embajador de España ante la Santa Sede, académico de la Real Academia de Ciencias Morales y Políticas (medalla núm. 23) y autor de la obra El Código Penal de 1870, concordado y comentado (1902).
Falleció en El Escorial el 5 de septiembre de 1919.